# Университет Дар-эс-Салама
Университет Дар-эс-Салама (англ. University of Dar es Salaam) — крупнейший университет Танзании. Образован в 1970 году путём разделения Университета Восточной Африки на Университет Дар-эс-Салама, Университет Макерере и Университет Найроби.

## История
В 1961 году в Дар-эс-Саламе был открыт аффилированный с Лондонским университетом колледж, который уже в 1963 году был включён в состав Университета Восточной Африки. Когда в 1970 году было принято решение о разделении Университета Восточной Африки, 1 июля того же года решением парламента Танзании № 12 из этого колледжа был образован Университет Дар-эс-Салама.

## Известные выпускники
- Джон Гаранг де Мабиор, 1-й президент Южного Судана.
- Лоран-Дезире Кабила, 3-й президент Демократической Республики Конго.
- Эрия Категая, министр иностранных дел Уганды (1996—2001).
- Джакайя Киквете, 4-й президент Танзании.
- Йовери Мусевени, 10-й президент Уганды.
- Мизенго Пинда, 13-й премьер-министр Танзании.
- Джон Магуфли, 5-й президент Танзании.
- Йоб Ндугаи, спикер Национальной ассамблеи Танзании (2015—2022).
- Мэри Нагу, министр юстиции Танзании (2005—2008).